# Uvaria chariensis
Uvaria chariensis este o specie de plante angiosperme din genul Uvaria, familia Annonaceae, descrisă de Auguste Jean Baptiste Chevalier. Conform Catalogue of Life specia Uvaria chariensis nu are subspecii cunoscute.